# Colorado Classic
La Colorado Classic est une course cycliste sur route par étapes masculine disputée dans le Colorado, aux États-Unis. Créée en 2017, elle figure au calendrier de l'UCI America Tour en catégorie 2.HC. Elle est organisée par la société RPM Events Group, dans le cadre d'un festival nommé Velorama,.
En 2019, la course devient une épreuve féminine. En raison de la pandémie de Covid-19, l'épreuve n'est pas organisée en 2020 et 2021.

## Palmarès masculin
| Année | Vainqueur     | Deuxième        | Troisième   |
| ----- | ------------- | --------------- | ----------- |
| 2017  | Manuel Senni  | Serghei Tvetcov | Alex Howes  |
| 2018  | Gavin Mannion | Serghei Tvetcov | Hugh Carthy |

## Palmarès féminin
| Année | Vainqueur        | Deuxième         | Troisième        |                  |
| ----- | ---------------- | ---------------- | ---------------- | ---------------- |
| 2019  | Chloé Dygert     | Brodie Chapman   | Omer Shapira     |                  |
| 2020  | annulé/abandonné | annulé/abandonné | annulé/abandonné | annulé/abandonné |
| 2021  | annulé/abandonné | annulé/abandonné | annulé/abandonné | annulé/abandonné |